# Блаунт (округ, Теннессі)
Шаблон:StateAbbr_ 35°41′ пн. ш. 83°56′ зх. д. / 35.69° пн. ш. 83.93° зх. д.
Округ Блаунт (англ. Blount County) — округ (графство) у штаті Теннессі, США. Ідентифікатор округу 47009.

## Історія
Округ утворений 1795 року.

## Демографія
За даними перепису 2000 року загальне населення округу становило 105823 осіб, зокрема міського населення було 66916, а сільського — 38907. Серед мешканців округу чоловіків було 51227, а жінок — 54596. В окрузі було 42667 домогосподарств, 30642 родин, які мешкали в 47059 будинках. Середній розмір родини становив 2,88.
Віковий розподіл населення поданий у таблиці:
| Стать    | До 15 років | 15-21 | 22-29 | 30-39 | 40-49 | 50-65 | 65-85 | Понад 85 |
| -------- | ----------- | ----- | ----- | ----- | ----- | ----- | ----- | -------- |
| Чоловіки | 10217       | 4875  | 5042  | 7857  | 8008  | 9169  | 5582  | 477      |
| Жінки    | 9804        | 4576  | 5142  | 8113  | 8450  | 9656  | 7637  | 1218     |

## Суміжні округи
- Нокс — північ
- Сев'єр — схід
- Свейн, Північна Кароліна — південь
- Грем, Північна Кароліна — південний захід
- Монро — південний захід
- Лаудон — захід

## Виноски
1. ↑  U.S. Decennial Census. United States Census Bureau. Архів оригіналу за 26 квітня 2015. Процитовано 1 квітня 2015.
2. ↑  Historical Census Browser. University of Virginia Library. Архів оригіналу за 26 грудня 2013. Процитовано 1 квітня 2015.
3. ↑  Forstall, Richard L., ред. (27 березня 1995). Population of Counties by Decennial Census: 1900 to 1990. United States Census Bureau. Архів оригіналу за 21 лютого 2015. Процитовано 1 квітня 2015.
4. ↑  Census 2000 PHC-T-4. Ranking Tables for Counties: 1990 and 2000 (PDF). United States Census Bureau. 2 квітня 2001. Архів оригіналу (PDF) за 18 грудня 2014. Процитовано 1 квітня 2015.
5. ↑  State & County QuickFacts. United States Census Bureau. Архів оригіналу за 24 лютого 2016. Процитовано 29 листопада 2013. [Архівовано 2011-08-06 у Wayback Machine.](англ.) Наведено за англійською вікіпедією.
6. ↑  American FactFinder. Бюро перепису населення США. Архів оригіналу за 26 лютого 2012. Процитовано 31 січня 2008. [Архівовано 2008-05-21 у Wayback Machine.]

| США | Це незавершена стаття з географії США. Ви можете допомогти проєкту, виправивши або дописавши її. |